# Владимир Шукљевић
Владимир Шукљевић (Битољ, 11. јул 1931 — Пожаревац, 28. август 2017) био је српски књижевник и професор.

## Биографија
Владимир Шукљевић рођен је 1931. године у Битољу у тадашњој Вардарској бановини. У току Другог светског рата породица му је протерана у Крушевац, а 1945. године су стигли у Пожаревац, где је Шукљевић завршио Учитељску школу. Након завршеног Филозофског факултета, од 1962. године почиње да ради у Пожаревачкој гимназији као професор историје. У једном краћем периоду предавао је марксизам. У Гимназији је остао 34 године. Радио је и као учитељ у селу Забрега, затим као васпитач у КПД Забела.
Био је одборник Скупштине општине Пожаревац у периоду од 1962. до 1966. године. Четири пута биран је за члана општинског комитета Савеза комуниста Југославије. Октобарску награду добио је 1970. године, Плакету за животно дело у просвети 1982. године а 1988. године Орден рада са златним венцем. Пензионисао се 1996. године.
Преминуо је 28. августа 2017. године у Пожаревцу. Сахрањен је 30. августа на пожаревачком Старом гробљу.

## Приватни живот
Професор Шукљевић је иза себе оставио супругу Живку, сина Душана и унуке. Шукљевић је две године раније остао без сина Стевана (1970–2015) који је такође био цењени члан локалне заједнице.

## Дела
- „Кафана”
- „Србија и камен”
- „Човек је поред нас, а ми га тражимо”
- „Свети Сава просветитељ српског народа”
- „Витези и виитешке игре кроз историју”